# Тимчук Сергій Олександрович
Тимчук Сергій Олександрович (нар. 24 вересня 1954) - доктор технічних наук, доцент, дійсний член Громадської організації «Українське науково-освітнє ІТ-товариство», завідувач кафедри автоматизації та комп'ютерно-інтегрованих технологій Харківського національного технічного університету сільського господарства імені Петра Василенка (тепер - Державний біотехнологічний університет)

## Біографія
Сергій Олександрович народився 24 вересня 1954 року в м. Запоріжжя.
Протягом 1962 та 1972 років навчався в середній школі № 49 м. Харкова.
У 1972 році поступив до Харківського політехнічного інституту на інженерно-фізичний факультет.
У лютому 1978 року захистив диплом і отримав кваліфікацію інженера-механіка зі спеціальності «Динаміка польоту та управління».
У березні 1978 року проходив військову службу офіцером на посаді начальника розрахунку зенітно-ракетного комплексу С-125М.
У березні 1980 року звільнився в запас в чині старшого лейтенанта.
У травні 1980 року поступив на роботу інженером науково-дослідної частини кафедри енергоустановок літальних апаратів Харківського авіаційного інституту.
Протягом 1984 та 1987 роки навчався в очній аспірантурі Харківського авіаційного інституту.
У 1988 році захистив кандидатську дисертацію зі спеціальності 05.07.10 — «Електроракетні двигуни та енергоустановки літальних апаратів» на тему «Комплексна оптимізація сонячної енерго-рушійної установки з ЕРД важкого низькоорбітального космічного апарата»; обіймав посади наукового та старшого наукового співробітника НДЧ Харківського авіаційного інституту.
У 1991 році звільнився з Харківського авіаційного інституту у зв'язку з припиненням договірних тем; співорганізатор і співвласник науково-виробничої фірми «Райдуга», де обіймав посаду старшого наукового співробітника.
У 1994 року вийшов із складу співвласників фірми у зв'язку з важким фінансовим станом фірми.
У 2000 році перейшов на посаду доцента кафедри автоматизації та комп'ютерно-інтегрованих технологій. Допомагав І. О. Фурману розбудовувати кафедру.
У 2002 році отримав атестат доцента.
Протягом 2010 та 2013 років був здобувачем наукового ступеня доктора технічних наук очної докторантури Харківського національного технічного університету сільського господарства імені Петра Василенка.
У 2014 році Сергій Олександрович обіймає посаду професора кафедри автоматизації та комп'ютерно-інтегрованих технології Харківського національного технічного університету сільського господарства імені Петра Василенка.
У 2015 році захистив докторську дисертацію на тему «Методи та алгоритмічне забезпечення підтримки прийняття рішень з оптимізації структури системи керування електропостачанням в умовах невизначеності» за спеціальністю 05.13.03 — «Системи та процеси керування у спеціалізованій вченій раді Д 64.050.14» в Національному технічному університеті «Харківський політехнічний інститут».
З вересня 2018 року по теперішній час Сергій Олександрович займає посаду завідувача кафедри автоматизації та комп'ютерно-інтегрованих технологій Харківського національного технічного університету сільського господарства імені Петра Василенка; дійсний член Громадської організації «Українське науково-освітнє ІТ товариство».
З 2021 року Сергій Олександрович займає посаду завідувача кафедри автоматизації та комп'ютерно-інтегрованих технологій Державного біотехнологічного університету.
З 2023 року по теперішній час професор кафедри інформаційних технологій у Сумському державному університеті.

## Праці
Тимчук Сергій Олександрович автор і співавтор понад 100 наукових статей, 6 монографій, 4 навчальних посібників, 7 авторських свідоцтв та 2 патенти.

## Відзнаки та нагороди
- Почесна грамота МОН України (2008)
- Сертифікат Громадської організації «Українське науково-освітнє ІТ Товариство» (2019)
- Сертифікат закордонного стажування на тему: «Иновации в науката: предиэвикателствата на съеременността» (2019)